# Luis Garicano Gabilondo
Luis Garicano Gabilondo   (Valladolid, 1967) és un economista espanyol. Actualment és catedràtic i director de departament a l'Escola d'Economia i Ciència Política de Londres (London School of Economics).

## Biografia
Luis Garicano va néixer a Valladolid. Va estudiar a la seva ciutat natal i va obtenir sengles llicenciatures, en Ciències Econòmiques (1990) i Dret (1991) a la Universitat de Valladolid. Posteriorment va obtenir un títol de màster en Estudis Econòmics Europeus en el Col·legi d'Europa de Bruges (Bèlgica) en 1992 i un nou màster en Ciències Econòmiques a la Universitat de Chicago el 1995. Es va doctorar en la mateixa institució tres anys després, el 1998. Després d'obtenir el seu doctorat, la universitat el va contractar per la Booth School of Business el 1998. Va començar com a professor ajudant, per convertir-se després en professor associat (el 2002) i finalment professor titular (el 2006). Durant la seva estada a Chicago va ser professor visitant a la Sloan School of Management de l'MIT i a la London Business School. Va romandre a Chicago fins a incorporar-se a la London School of Economics, el 2007. La seva primera responsabilitat va ser la de director de Recerca al departament d'Administració, per passar a ser posteriorment catedràtic d'Economia i Estratègia i director del Grup d'Economia de l'Empresa i Estratègia.
També ha treballat com a economista per a la Comissió Europea (entre 1992 i 1993), així com per a la consultora McKinsey (1998). Ha escrit nombrosos articles que han estat publicats, entre d'altres, pel Quarterly Journal of Economics o l'American Economic Review. Les seves àrees de recerca se centren en com l'organització de les empreses o les tecnologies de la informació impacten en variables econòmiques agregades, com la distribució de salaris, la productivitat o el creixement econòmic. Va ser un dels fundadors del blog econòmic Nada ES Gratis.

## Activisme
Luis Garicano promou activament reformes estructurals de l'economia espanyola, en camps com el mercat de treball, el mercat immobiliari o els sistemes sanitari i de pensions. El maig de 2013 va promoure, juntament amb Carles Casajuana, César Molinas i Elisa de la Nuez, una reforma de la llei de partits, en la qual es pretenia assegurar la democràcia interna d'aquells. Al novembre de 2013 va ser un dels ponents convidats a l'II Congrés d'UPyD. El 2014 va presentar el seu llibre El dilema d'Espanya en el qual plantejava la necessitat d'importants reformes a Espanya, afirmant que Espanya havia de triar entre ser com Dinamarca o com Argentina i Veneçuela. El 8 de febrer de 2015 va anunciar des del seu compte de Twitter la seva entrada en política pel partit Ciutadans - Partit de la Ciutadania, sent escollit diputat per aquesta formació, per la que es presentava com a cap de llista i de la que forma part del sector crític, a les Eleccions al Parlament Europeu de 2019.